# 小孟工业园站
小孟工业园站是贵阳轨道交通1号线的地铁车站，位于中华人民共和国贵州省贵阳市花溪区浦江路与红河路交叉口东南侧，为1号线南端终点站，于2018年12月1日开通。

## 车站结构
小孟工业园站呈南北向设置，长120米，宽103米，为地面岛式站台车站，但车站站厅与站台处于不同高程，其中站厅分别设于车站东西两侧，为地面单层站厅，中部为车站站台，稍高于站厅层，站台下方设有与站厅同高的乘客地道连通两侧站厅。车站西站厅南侧建有设备楼，北侧设有一条单渡线，南侧设有一条存车线，并接入小河停车场。
| 地面              | 站台         | \| \| \| █ 1号线往窦官（清水江路） \| \| 島式 · 開左邊车门 \| \| \| \| \| \| █ 1号线落客 \| |
| 地面              | 出入口及站厅 | A、B出入口、客服中心、自动售票机、验票机                                                    |
|                   |              | █ 1号线往窦官（清水江路）                                                                   |
| 島式 · 開左邊车门 |              |                                                                                             |
|                   |              | █ 1号线落客                                                                                 |

## 车站出口
小孟工业园站共有2个出入口，其中A出入口连通西站厅，B出入口连通东站厅，各出口及周围设施如下所示：
| 编号                | 出入口信息                                                                 | 照片 | 无障碍设施 |
| ------------------- | -------------------------------------------------------------------------- | ---- | ---------- |
| A · 出口 · （设有） | 中桐路，浦江路，筑稷贵州布依文化创意园，贵阳经开吾悦广场，一鸣宽城，航天园 |      |            |
| B · 出口 · （设有） | 柳河巷，花溪区第九小学，美城新都                                           |      |            |
| 图例： 设有         |                                                                            |      |            |

## 接驳交通

### 公交车
- 小孟工业园地铁站：64路，经开18路

## 车站历史
本站建设时期工程名为场坝村站，开通前正式命名为小孟工业园站，站名来自车站南侧的小孟工业园。
- 2015年12月20日，车站主体结构封顶[4]。
- 2018年12月1日，车站随1号线全线通车开通[1]。